# Khuzama
Khuzuma, arabisch خزامى, geb. im 9. Jahrhundert, gest. im 9. oder 10. Jahrhundert, war eine Sängersklavin und Dichterin im Abbasiden-Kalifat und Vertraute des Abbasiden-Prinzen Abdallah ibn al-Mu'tazz.

## Leben
Khuzama war eine Sängersklavin von 'Abdallah ibn Zakariya, auch al-Tit genannt. Zudem war sie wohl ebenso im Besitz einer Sängerin namens al-Dabt. Sie wird in den Quellen als schöne Frau und begnadete Dichterin beschrieben und war zudem eine Vertraute des Abbasiden-Prinzen, Poeten und Literaturwissenschaftlers Abdallah ibn al-Mu'tazz.

## Rezeption
In der klassisch-arabischen Literatur wird Khuzama unter anderem in Abū l-Faradsch al-Isfahānīs Hauptwerk Kitab al-Aghani und in seinem Werk al-Qiyan erwähnt, sowie in Ibn Fadlallah al-Umaris (1301–1349) Hauptwerk, dem Lexikon Masālik al-abṣār fī mamālik al-amṣār in seinem Kapitel über bekannte Sängersklavinnen.

## Wissenswertes
Der Name Kuzama bedeutet auf Arabisch Lavendel und ist ein häufig verwendeter Sklavinnenname.

### Arabische Primärquellen
- Ibn Fadlallah al-Umari (1301–1349): Masālik al-abṣār fī mamālik al-amṣār. Ins Deutsche übersetzt von Yasemin Gökpinar: Der ṭarab der Sängersklavinnen: Masālik al-abṣār fī mamālik al-amṣār von Ibn Faḍlallāh al-ʿUmarī (gest. 749/1349): Textkritische Edition des 10. Kapitels Ahl ʿilm al-mūsīqī mit kommentierter Übersetzung, Ergon Verlag, Baden-Baden 2021.

### Sekundärliteratur
- Fuad Matthew Caswell: The Slave Girls of Baghdad - The Qiyan in the Early Abbasid Era. I. B. Tauris, London 2011, S. 139.
- Yasemin Gökpinar: Der ṭarab der Sängersklavinnen: Masālik al-abṣār fī mamālik al-amṣār von Ibn Faḍlallāh al-ʿUmarī (gest. 749/1349): Textkritische Edition des 10. Kapitels Ahl ʿilm al-mūsīqī mit kommentierter Übersetzung, Ergon Verlag, Baden-Baden 2021.